# Bawełniak żółtonosy
Bawełniak żółtonosy (Sigmodon ochrognathus) – gatunek ssaka z podrodziny bawełniaków (Sigmodontinae) w obrębie rodziny chomikowatych (Cricetidae).

## Zasięg występowania
Bawełniak żółtonosy występuje w południowo-wschodniej Arizonie, skrajnie południowo-zachodnim Nowym Meksyku i Trans-Pecos w zachodnim Teksasie w Stanach Zjednoczonych, na południe przez północno-wschodnią Sonorę, Chihuahuę i zachodnią Coahuilę do środkowego Durango w Meksyku.

## Taksonomia
Gatunek po raz pierwszy zgodnie z zasadami nazewnictwa binominalnego opisał w 1902 roku amerykański teriolog Vernon Orlando Bailey nadając mu nazwę Sigmodon ochrognathus. Holotyp pochodził z gór Chisos, na wysokości 8000 ft (2438 m), Hrabstwie Brewster, w Teksasie, w Stanach Zjednoczonych.
Wyniki badań filogenetycznych z wykorzystaniem mitochondrialnego genu cytochromu b wykazały, że tworzy bazalny klad z S. hispidus. Takson monotypowy, nie wykryto żadnego spójnego wzorca wielkości i zmian koloru owłosienia uzasadniających uznanie podgatunków. Również autorzy Illustrated Checklist of the Mammals of the World uznają ten takson za gatunek monotypowy.

### Etymologia
- Sigmodon: gr. σῖγμα sigma „litera Σ”; ὀδούς odous, ὀδóντος odontos „ząb”; w aluzji do sigmoidalnego wzoru na zębach trzonowych gdy ich korony są zużyte[13].
- ochrognathus: gr. ωχρος ōkhros „jasnożółty”[14]; γναθος gnathos „żuchwa”[15].

## Morfologia
Długość ciała (bez ogona) 132–144 mm, długość ogona 85–110 mm, długość ucha 16–22 mm, długość tylnej stopy 25–30 mm; masa ciała 50–133 g. 

## Tryb życia
Zamieszkuje trawiaste obszary na zboczach lasów dębowo-sosnowych i łąki górskie z sosną żółtą i daglezją zieloną. Często miejsce jego bytowania związane jest ze skałami.  Często gniazda są zakładane na powierzchni ziemi w zaroślach traw lub pod kępami roślinności. Zakłada również gniazda podziemne, do których ma dostęp za pośrednictwem nor susłów. Głównym składnikiem diety bawełniaka żółtonosego są rośliny zielne, w tym trawy, ale często żywią się też owocami opuncji. Mogą rozmnażać się cały rok (z wyjątkiem Arizony, w suchych częściach lata). Ciąża trwa u nich 34 dni, a w miocie jest od dwóch do sześciu młodych. Zamiast być ślepe, nagie i bezradne, jak większość chomikowatych, tuż po urodzeniu są zaskakująco samodzielne. Kilkugodzinne osobniki wyglądają i zachowują się jak miniaturowe dorosłe.

## Populacja
Bawełniaki żółtonose mogą być lokalnie powszechne. W meksykańskim stanie Chihuahua są rzadkie. W Davis Mountains i w parku narodowym Big Bend (oba w Teksasie) są powszechne. W niektórych obszarach ich populacja rośnie, w innych jest stabilna albo maleje.

## Zagrożenia
Są zagrożone przede wszystkim przez degradację środowiska naturalnego spowodowaną wypasem zwierząt, pożarami i urbanizacją.